# Cinclus mexicanus
Il merlo acquaiolo americano o merlo acquaiolo del Nordamerica (Cinclus mexicanus Swainson, 1827), è un uccello passeriforme della famiglia dei Cinclidae.

## Descrizione

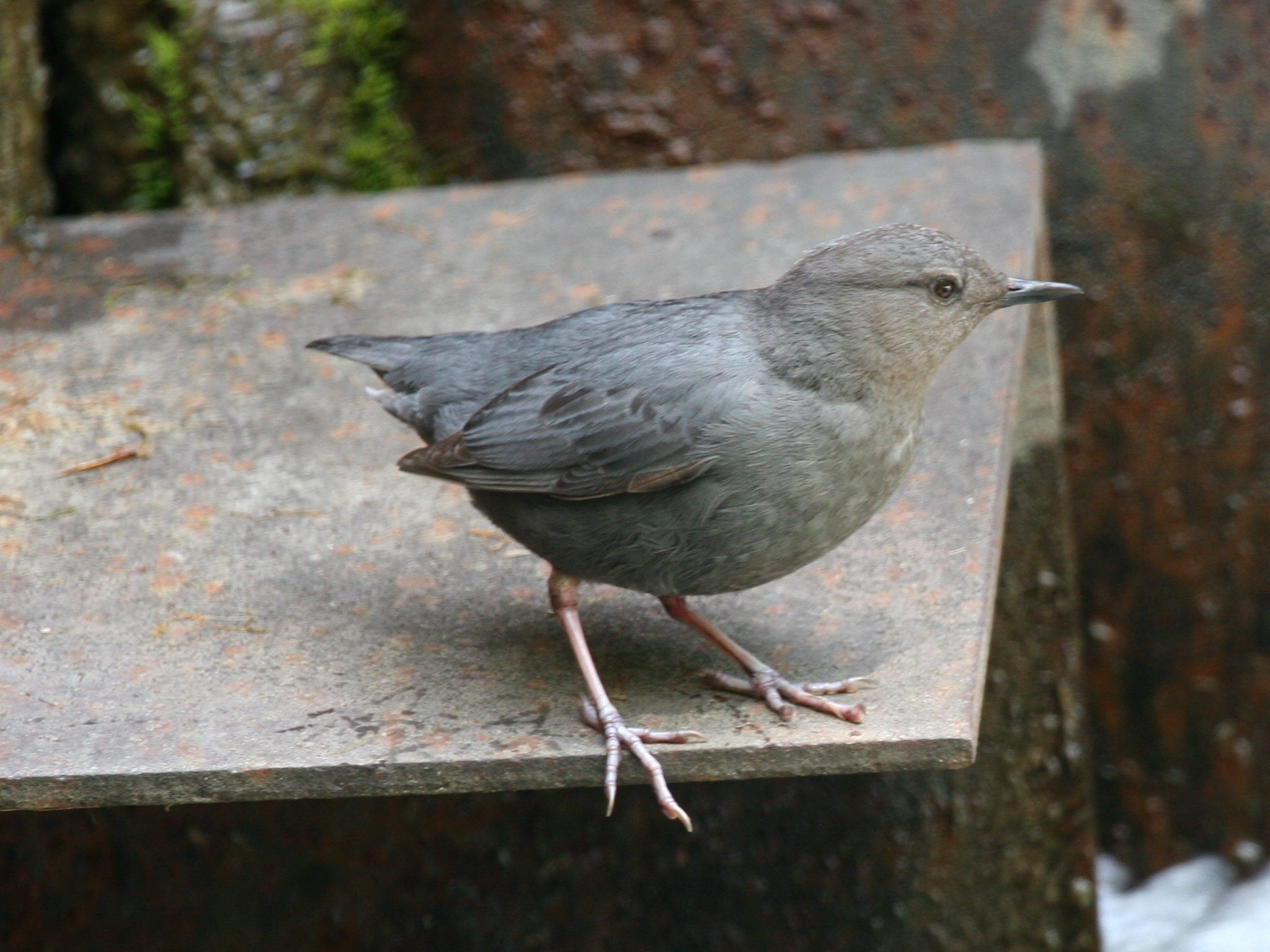
Esemplare in natura.

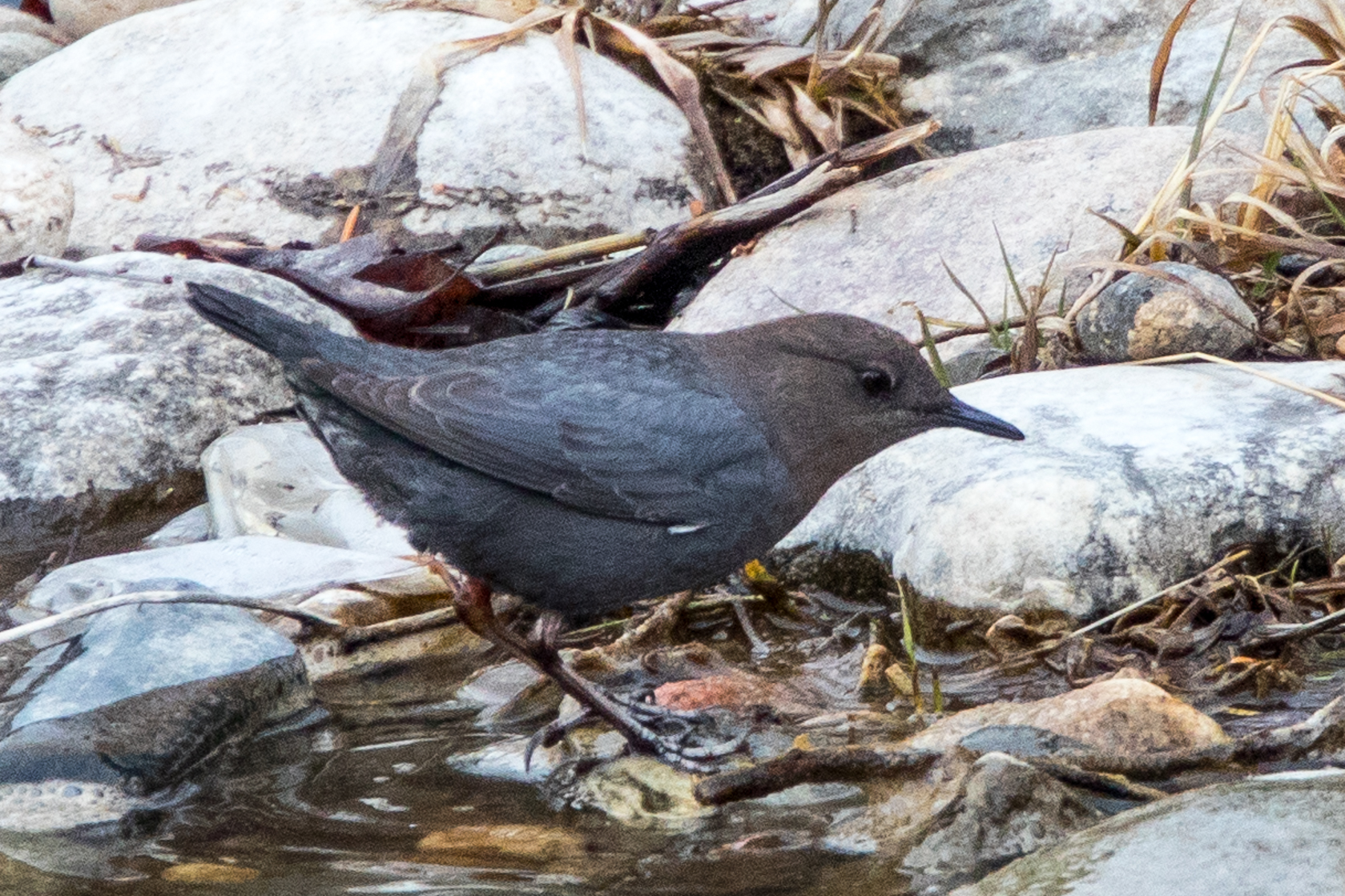
Esemplare a Silverthorne.

### Dimensioni
Misura 14–20 cm di lunghezza, per 53-61 g di peso: a parità d'età, i maschi possono essere più grandi rispetto alle femmine anche di un quarto.

### Aspetto
Si tratta di uccelletti dall'aspetto tozzo e paffuto, con testa grande e rotonda che sembra incassata direttamente nel torso, becco sottile e appuntito, corte ali arrotondate e coda squadrata, con forti zampe dalle lunghe e robuste dita e dagli artigli ricurvi: nel complesso, il merlo acquaiolo americano ricorda molto gli altri merli acquaioli ed in particolare il merlo acquaiolo bruno, dal quale può essere riconosciuto per la livrea più scura e tendente al grigio sul corpo.
Il piumaggio è dominato dalle tonalità del bruno scuro in entrambi i sessi, in quanto manca un dimorfismo sessuale apprezzabile: la testa ed il petto sono bruni con evidenti sfumature di color vinaccia, mentre la parte centrale del ventre è bruna e fianchi, dorso, ali e coda sono di color bruno-ardesia (che in lontananza appare nero), con quest'ultima e le remiganti più scure e tendenti al nerastro. Dopo la muta autunnale e fino alla primavera, le penne del ventre e delle ali divengono orlate di bianco.
Il becco è di colore nerastro in estate e bruno in inverno, mentre le zampe sono di color carnicino durante l'inverno e giallino in estate: gli occhi sono invece bruni, con sottile cerchio perioculare biancastro.

## Biologia
Il merlo acquaiolo americano è un uccelletto semiacquatico molto vivace e attivo, che anche quando è fermo non smette mai di "annuire" con la testa e di oscillare la coda dall'alto verso il basso, fino a portarla perpendicolare rispetto al dorso. Questi uccelli sono perlopiù solitari durante il corso dell'anno, mentre durante il periodo degli amori vivono in coppie, e per brevi periodi anche in gruppetti con i propri piccoli ancora immaturi: essi passano la maggior parte del proprio tempo nelle immediate prossimità dell'acqua o in apnea, tuffandosi spesso o camminando fino ad essere completamente sommersi (tenendosi saldamente al fondo con le forti zampe unghiute o "volando" sott'acqua utilizzando le corte e forti ali a mo' di pinne) per cercare il cibo, riuscendo a rimanere fino a un minuto sott'acqua e a immergersi fino a 7 metri di profondità.
Il richiamo di questi uccelli è un corto pigolio acuto e penetrante, che può essere udito a distanza.

### Alimentazione

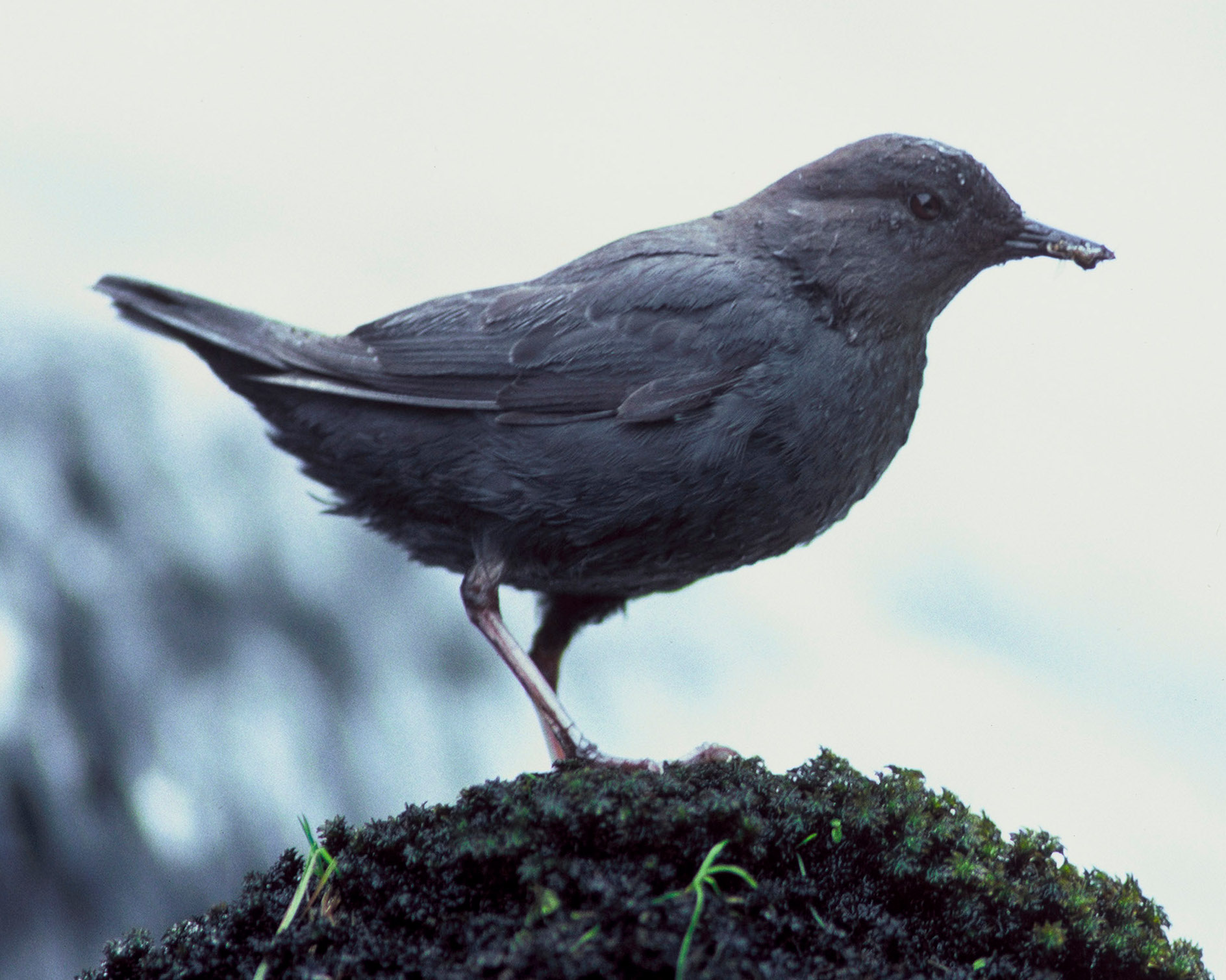
Esemplare con cibo nel becco in Alaska.

Il merlo acquaiolo americano è un uccello insettivoro, la cui dieta si compone quasi esclusivamente da larve e ninfe di insetti acquatici (effimere, plecotteri, tricotteri), ma comprende anche girini e piccoli pesci, nonché sporadicamente anche insetti catturati sulla terraferma e piante acquatiche.

### Riproduzione
La stagione riproduttiva va da marzo a luglio nel nord dell'areale e da febbraio a maggio nel sud: si tratta di uccelli monogami, le cui coppie restano assieme per tutta la durata del periodo degli amori, salvo poi separarsi dopo aver portato avanti una singola covata (più raramente due).
Il maschio canta per attrarre femmine da corteggiare: all'arrivo di un'aspirante partner, egli comincia ad alzare la testa col becco in verticale, tenendo al contempo le ali semiaperte e puntate verso il basso, cominciando a cantare e a muoversi verso la femmina, che eventualmente imita le sue mosse e comincia a duettare con lui, fino a che i petti dei due esemplari si sfiorano, punto nel quale avviene generalmente l'accoppiamento.

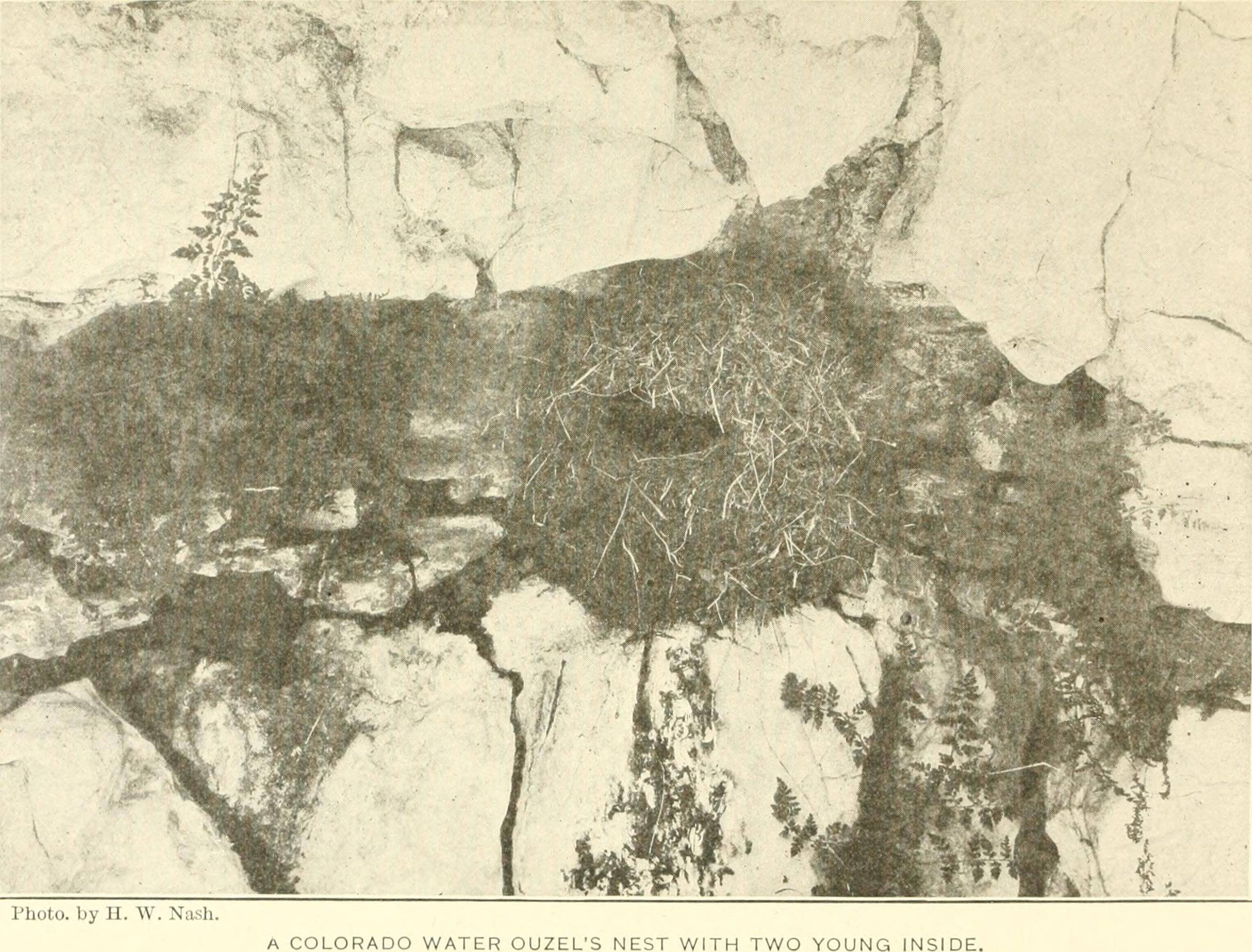
Nido nel Glacier National Park.

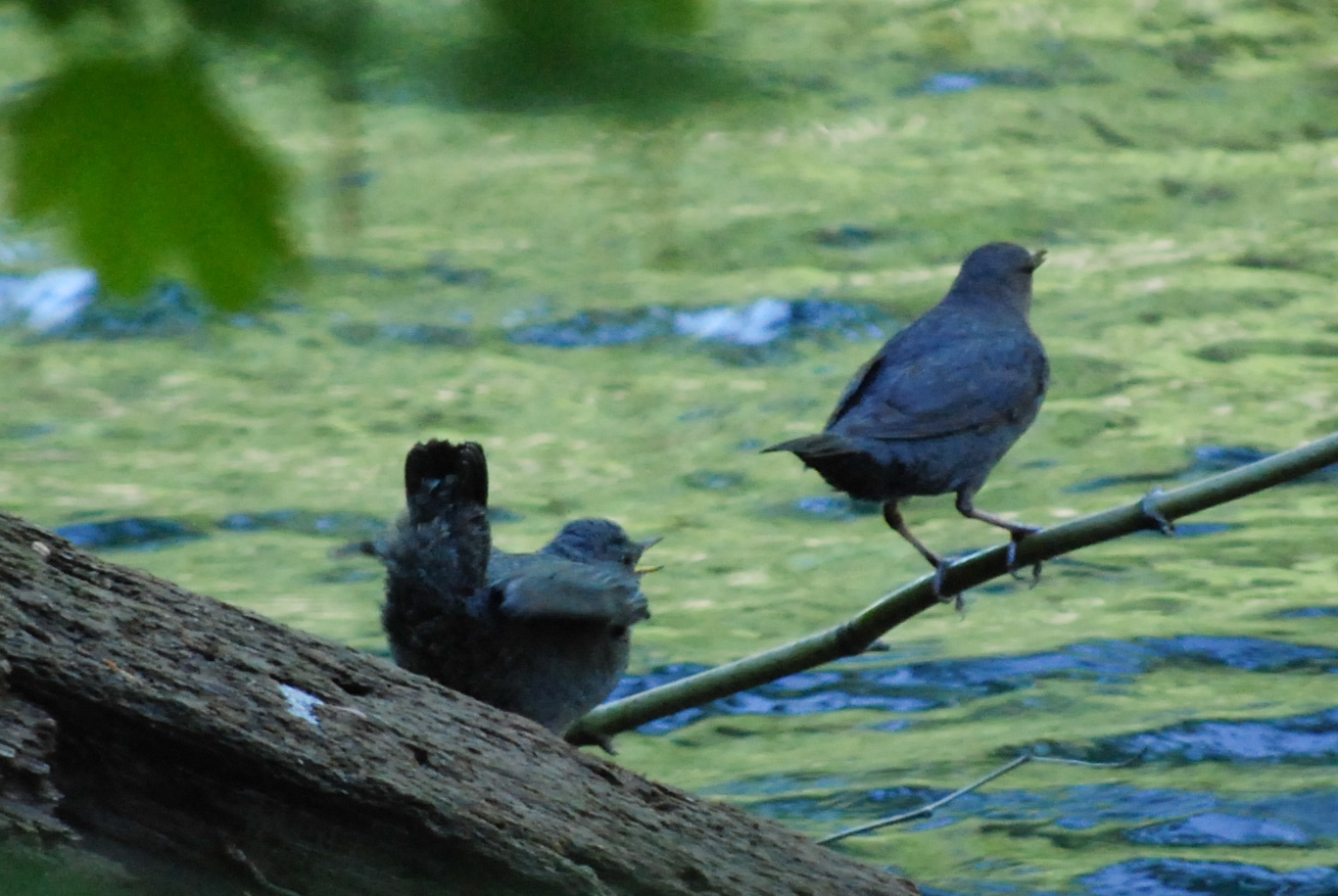
Giovane chiede l'imbeccata nello stato di Washington.

Il nido ha forma globosa e viene costruito dalla sola femmina nella spaccatura di una roccia, sotto un masso a picco o un ponte, o nei pressi di una tubatura, in ogni caso nelle immediate vicinanze dell'acqua: esso consta di una parte esterna di fibre vegetali, foglie e muschio, contenente una camera di cova foderata inferiormente di foglie secche, alla quale si accede mediante un corto tunnel. Al suo interno, la femmina depone 4-5 uova bianche di 26x19 mm, che cova per circa 16 giorni: i pulli, ciechi e implumi alla schiusa, vengono accuditi dalla sola femmina fino all'involo (che avviene a circa due settimane di vita), dopodiché è principalmente il maschio (che nel frattempo è rimasto sempre nei pressi del nido, imbeccando la compagna intenta a covare e scacciando energicamente eventuali intrusi) ad occuparsi di loro per le successive due settimane, ossia fino alla loro completa indipendenza e dispersione dal territorio di nascita.
La speranza di vita di questi uccelli è di circa sette anni.

## Distribuzione e habitat

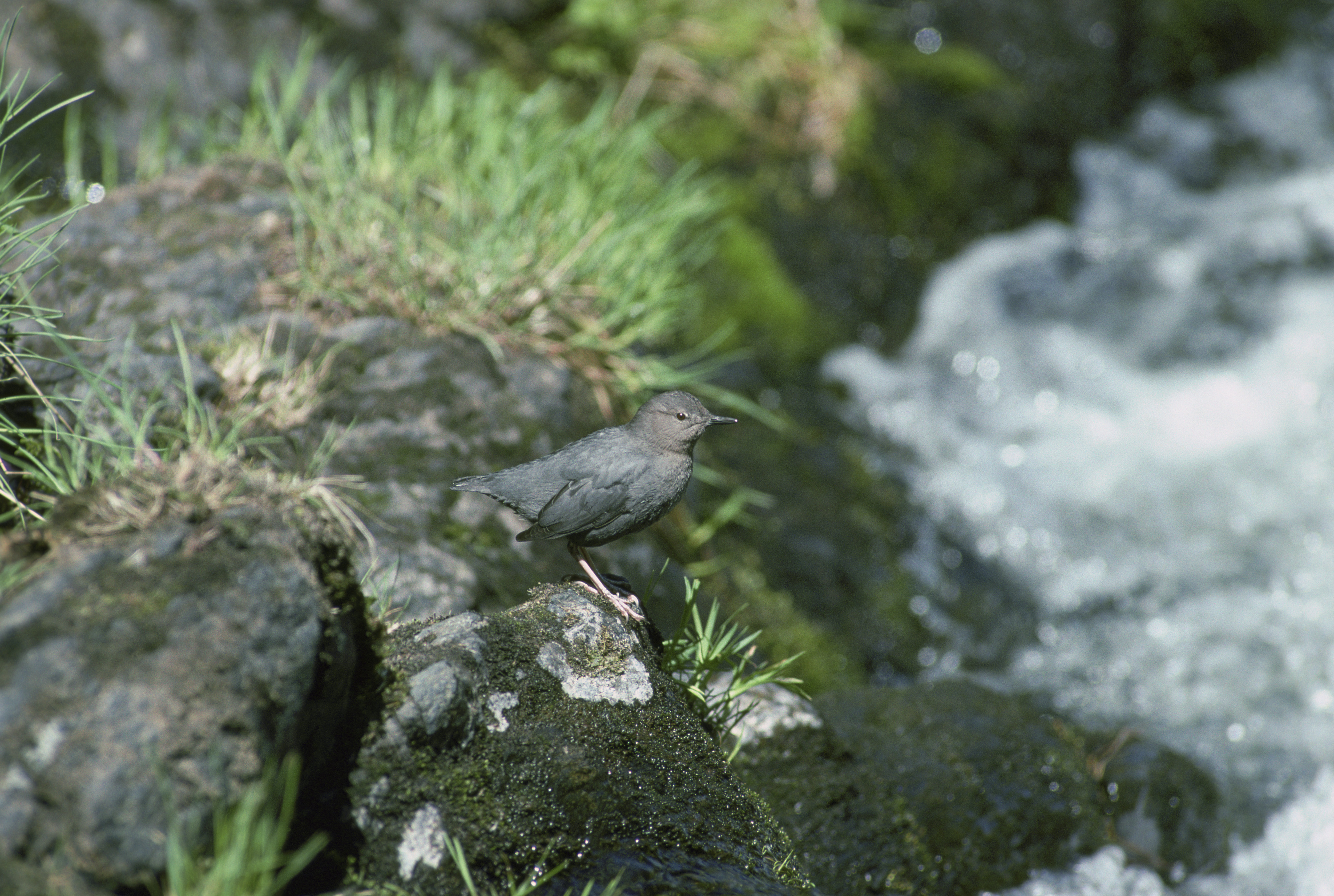
Esemplare a Kodiak.

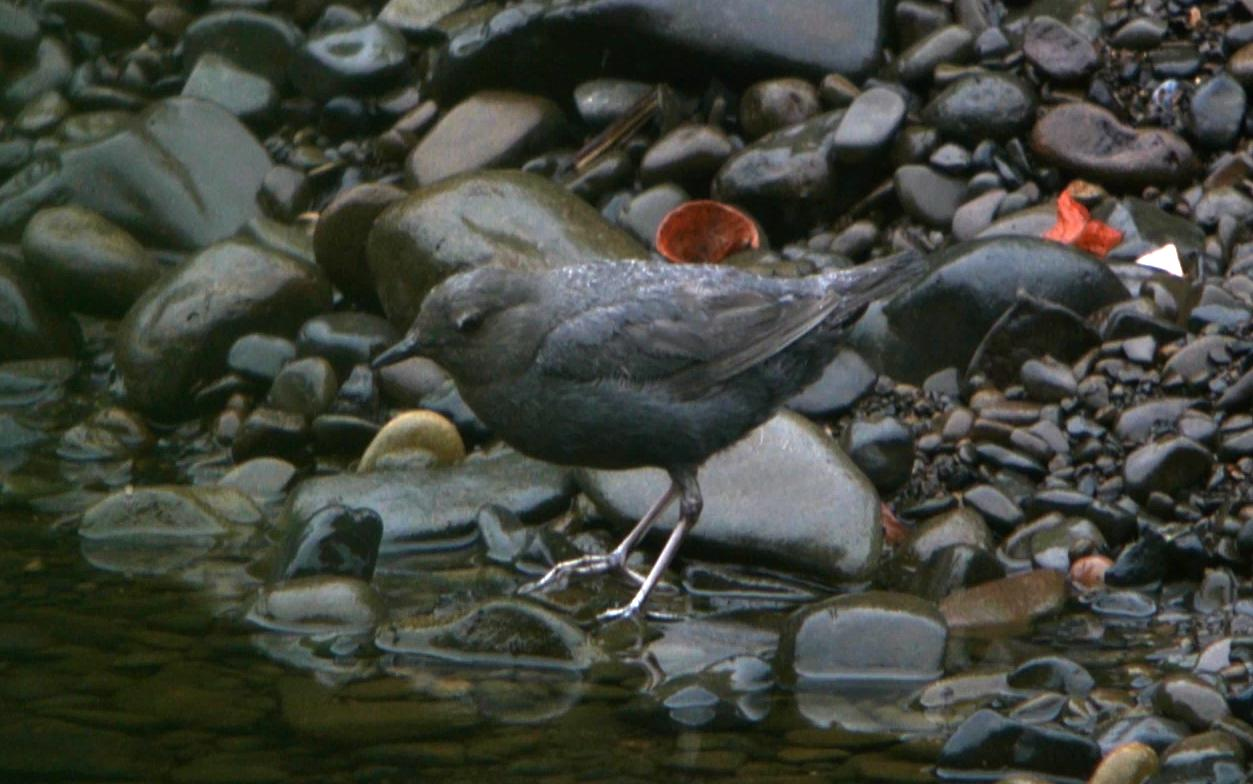
Esemplare nell'Oregon.

Come intuibile dal nome comune, il merlo acquaiolo americano è diffuso in America settentrionale e centrale, occupando un areale che va dalle rive settentrionali del Norton Sound alla provincia di Veraguas, estendendosi attraverso la costa pacifica di Alaska (comprese le isole Aleutine) e Canada, la West Coast (all'interno fino alle Montagne Rocciose), il Messico occidentale e meridionale e le aree montuose di Guatemala, Honduras, Nicaragua e Costa Rica. Una popolazione isolata di questi uccelli sarebbe stata inoltre individuata nel nord dello stato venezuelano di Falcón.

Generalmente residente, le popolazioni più in quota possono scendere a valle durante i periodi più freddi.
L'habitat di questi uccelli è rappresentato dai ruscelli montani a corso rapido, con acqua fredda e cristallina, fondale ghiaioso e massi affioranti: all'infuori del periodo riproduttivo, tuttavia, questi uccelli si spingono anche nelle aree costiere e lacustri.

## Tassonomia
Se ne riconoscono cinque sottospecie:
- Cinclus mexicanus unicolor Bonaparte; 1827 - diffusa lungo la costa pacifica dall'Alaska (Aleutine comprese) alla California e al Nuovo Messico;
- Cinclus mexicanus mexicanus Swainson, 1827 - la sottospecie nominale, diffusa lungo la costa pacifica messicana dal nord del Chihuahua al Puebla occidentale;
- Cinclus mexicanus anthonyi Griscom, 1930 - diffusa dal Chiapas centrale al nord del Nicaragua;
- Cinclus mexicanus dickermani Phillips, 1966 - diffusa dal Guerrero al Veracruz centrale;
- Cinclus mexicanus ardesiacus Salvin, 1867 - diffusa in Costa Rica e Panama sud-occidentale;